# Gangrène de la pomme de terre
La gangrène de la pomme de terre, ou pourriture phoméenne, est une maladie cryptogamique qui affecte les tubercules de pomme de terre en conservation.
Cette maladie se manifeste sous la forme d'une pourriture sèche des tubercules, de couleur brun foncé, qui pénètre par les blessures et s'étend en profondeur. Ces symptômes peuvent être confondus avec ceux d'une autre pourriture sèche des tubercules due à des champignons du genre Fusarium.
La gangrène est provoquée par des champignons ascomycètes du genre Phoma, principalement Phoma foveata (syn. Phoma exigua var. foveata  (Foister) Boerema). Une espèce voisine, Phoma eupyrena Sacc., peut également intervenir provoquant des symptômes similaires.
La lutte contre cette maladie consiste principalement à éviter les blessures lors des phases de récolte et de manutention et à favoriser leur cicatrisation par une ventilation adaptée en phase de stockage. Des traitements fongicides sont également possibles.